# Gratiola linifolia
Gratiola linifolia är en grobladsväxtart som beskrevs av Vahl. Gratiola linifolia ingår i släktet jordgallor, och familjen grobladsväxter. Utöver nominatformen finns också underarten G. l. angustifolia.